# ساوشون (رواية)
ساوشون (بالفارسية: سووشون) هي رواية فارسية تعود لعام 1969 من تأليف الكاتبة الإيرانية سيمين دانشوار. وتعد أول رواية باللغة الفارسية كتبتها امراة.

## ملخص القصة
تدور القصة حول عائلة تمتلك اراضي في شيراز التي واجهت احتلال الانجلو-سوفيتي لايران خلال الحرب العالمية الثانية.

## ردود الفعل
باعت رواية ساوشون أكثر من خمسمائة ألف نسخة في إيران وارتبط اسم سيمين بالرواية حيث ترجمت إلى 17 لغة عالمية، وعلى الرغم من أن سيمين بدأت مشوارها الأدبي وأنهته بالقصة القصيرة، إلا إن اهتمام الدارسين بنتاجها في هذا النوع الأدبي كان أقلّ، لسبب واضح وهو براعة دانشور في الرواية أكثر من القصة القصيرة، خاضت سيمين تجربة طويلة في القصة القصيرة، تاركةً خلفها 53 أثرًا قصصيًا في 5 مجموعات.
تعد رواية ساوشون «عملًا رائدًا» نال استحسانًا كبيرًا في الأدب الفارسي المعاصر وقد نالت الرواية نجاح ادبي وشعبي داخل إيران وخارجها.   تمت ترجمة الرواية إلى اللغة الإنجليزية و 16 لغة أخرى.
تستخدم دانشوار الفولكلور والأسطورة في رواية ساوشون. كتبت رواية ساوشون بنمطا لغويًا ملحميًا أشبه بملحمة الشاهنامة. 